# Bellavista (distrito de Sullana)
Bellavista é um distrito do Peru, departamento de Piura, localizada na província de Sullana.

## Transporte
O distrito de Bellavista não é servido pelo sistema de estradas terrestres do Peru.